# Klaus Tönnies
Klaus-Dietz Tönnies (* 15. Mai 1956 in Hannover) ist ein deutscher Informatiker und ehemaliger Hochschullehrer.

## Leben
Tönnies studierte von 1976 bis 1983 Informatik an der Technischen Universität Berlin und war dort anschließend bis 1987 als Wissenschaftlicher Mitarbeiter tätig, bevor er von 1987 bis 1989 an der University of Pennsylvania Medical School in gleicher Funktion tätig war. Mit seiner Rückkehr nach Deutschland war er bis 1995 wieder Wissenschaftlicher Mitarbeiter an der TU Berlin und übernahm von 1996 bis 1998 die Leitung der Forschungsgruppe Image Processing am Universitätsspital Bern. Von 1998 bis zu seiner Emeritierung im Jahr 2022 war er Professor für Bildbearbeitung und Bildverstehen am Institut für Simulation und Graphik an der Otto-von-Guericke-Universität Magdeburg.

## Werke
- Grundlagen der Bildverarbeitung (2005)
- Guide to Medical Image Analysis: Methods and Algorithms (2012)